# Frances Northcutt
Frances „Poppy” Northcutt (ur. 10 sierpnia 1943 w Many) – teksańska inżynier i prawniczka, która rozpoczęła swoją karierę jako obliczeniowiec. Była inżynierem personelu technicznego w programie Apollo NASA podczas wyścigu kosmicznego. Podczas misji Apollo 8 została pierwszą kobietą-inżynierem pracującą w Centrum Kontroli Misji NASA.
Później Northcutt została adwokatką specjalizującą się w prawach kobiet. We wczesnych latach siedemdziesiątych zasiadała w krajowej radzie dyrektorów Narodowej Organizacji Kobiet. Jest wolontariuszką w kilku organizacjach w Houston walczących o prawa do aborcji.

## Życiorys
Northcutt urodziła się 10 sierpnia 1943 roku w Many w Luizjanie. Dorastała w Luling w Teksasie, a następnie przeniosła się do Dayton. Northcutt uczęszczała do Dayton High School w Liberty County, a następnie studiowała matematykę na Uniwersytecie Teksańskim.
Po ukończeniu studiów, Northcutt została zatrudniona w 1965 roku przez TRW, kontrahenta lotniczego NASA w Houston, jako obliczeniowiec do nowego programu Apollo. Northcutt była pierwszą kobietą, która pracowała jako personel techniczny; na stanowisko które została awansowana po pół roku. Różnica w wynagrodzeniach między rolą obliczeniowca a rolą personelu technicznego była na tyle duża, że kierownik operacyjny musiał planować podwyżki wynagrodzeń tak często, jak to możliwe, aby pensja Northcutt była sprawiedliwa w porównaniu z jej kolegami płci męskiej. To doświadczenie z różnicami w wynagrodzeniach kobiet i mężczyzn zainspirowało późniejszy aktywizm Northcutt na rzecz praw kobiet.
Northcutt pracowała w pokoju planowania misji i analiz w Centrum Kontroli Misji. Northcutt i jej zespół zaprojektowali trajektorię powrotu na Ziemię, którą załoga Apollo 8 wróciła z Księżyca na Ziemię. Była w stanie dokonać obliczeń, które oszacowywały możliwe scenariusze dotyczące zużycia paliwa.
Northcutt i Mission Operations Team otrzymali później Presidential Medal of Freedom Team Award za pracę nad Apollo 13. Popularna jest teza, że księżycowy krater w pobliżu miejsca, w którym wylądował moduł księżycowy Apollo 17, został nazwany jej imieniem. W TRW Northcutt zasiadała w komitecie akcji afirmatywnej firmy i opowiadała się za ulepszeniem polityki dotyczącej urlopów ciążowych. Northcutt została przewodniczącą zarówno houstońskiego, jak teksańskiego oddziału National Organization for Women. W 1984 roku Northcutt ukończyła z wyróżnieniem University of Houston Law Center. Northcutt pracowała dla Jane's Due Process, organizacji zapewniającej ochronę nieletnim w ciąży. Pracowała również dla biura prokuratorów okręgowych hrabstwa Harris i była pierwszym prokuratorem w Wydziale ds. Przemocy w Rodzinie.